# Rhomphaea nasica
Rhomphaea nasica är en spindelart som beskrevs av Simon 1873. Rhomphaea nasica ingår i släktet Rhomphaea och familjen klotspindlar. Inga underarter finns listade i Catalogue of Life.